# Tai Shing Pek Kwar
Il Tai Shing Pek Kwar Mun, cioè  Scuola del Grande Saggio e dell'Attacco Fendente  (大聖劈掛門T, 大圣劈挂门S, dàshèngpīguàmén P,  ta sheng pi kua men W) è uno stile delle arti marziali cinesi. Qualcuno lo reputa uno tra i più antichi che si conosca, ma sicuramente la sintesi tra Dashengmen e Piguaquan è avvenuta ad opera di Geng Dehai tra la fine della Dinastia Qing ed il periodo Repubblicano Cinese. Il Tai Shing , Pugilato del Grande Saggio  (大聖拳T, 大圣拳S, dàshèngquán P,  ta sheng ch'uan W), sarebbe un Houquan tramandato dal Maestro Kau Sze (Kou Si, 寇四). Il Pek Kwar (Piguaquan), è un noto stile del Nord della Cina, la cui trasmissione alla famiglia Geng, è invece attribuita al Maestro Ma Chi Ho.
Il Tai Shing Pek Kwar è suddiviso in cinque diverse categorie dette Wulu Houquan (五路猴拳, Pugilato della Scimmia delle Cinque Vie), una per ognuno dei tipi di comportamento delle scimmie individuati da Kau Sze durante la loro osservazione. Esse sono:
- la  Scimmia che desidera  (企猴T, 企猴S, qǐhóu P,  ch'i hou W),
- la  Scimmia di pietra  (石猴T, 石猴S, shíhóu P,  shi hou W),
- la  Scimmia ingannevole o perduta  (迷猴T, 迷猴S, míhóu P,  mi hou W),
- la   Scimmia di legno  (木猴T, 木猴S, mùhóu P,  mu hou W),
- la  Scimmia ubriaca  (醉猴T, 醉猴S, zuìhóu P,  tsui hou W).

## Le origini e lo sviluppo dello stile

### Il Maestro Kau Sze e lo stile Tai Shing

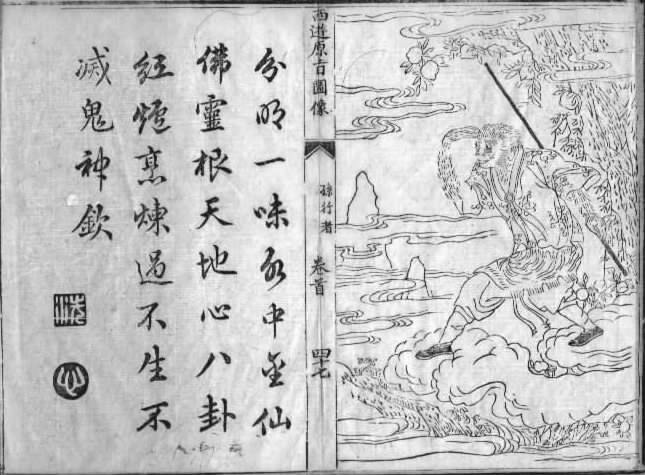
Un'illustrazione tratta da un'edizione cinese di Viaggio in Occidente, raffigurante Sun Wukong che vola su di una nuvola impugnando il suo bastone

Secondo Chan Kai Leung, Kau Sze era esperto dello stile Ditangquan (Tei Tong).
Due articoli in lingua Cinese, invece, sono concordi nell'affermare che Kau Sze, originario dello Shaanxi studiò genericamente arti marziali con un vecchio monaco Buddista (老僧, Laoseng).
Durante l'epoca della dinastia Qing , per alcuni nel 1899-1900, Kau Sze fu imprigionato e durante tale prigionia ebbe la possibilità di osservare un gruppo di scimmie che vivevano lì.
Dopo aver studiato intensamente ogni movimento e dopo aver incorporato questi nuovi movimenti nello stile che conosceva, fondò un nuovo ed insolito metodo di lotta che chiamò  Grande Saggio  (大聖T, 大圣S, dàshèng P,  ta sheng W) in onore di “Sun Wukong”, il re delle scimmie protagonista del popolare racconto cinese “Viaggio in Occidente” attribuito all'erudito Wú Chéng'ēn.
Uscito di prigione, dopo aver scontato la sua pena, Kau Sze, insieme al suo migliore amico Ke Yung Kwai (Geng Ronghui, 耿榮貴), ricodificò lo stile “Tai Shing” nelle cinque sezioni elencate.

#### Kau Sze e Leung Yee Tai
Una storia riferisce che il giovane Kau Sze divenne allievo dell'anziano Maestro Leung Yee Tai  nel 1700. Questa storia contiene alcune informazioni strane, infatti Kau Sze, per poter aver insegnato a Ken Tak Hoi, deve essere vissuto tra la fine del 1800 ed inizi del 1900. Un altro elemento strano è il nome del maestro Leung Yee Tai che stranamente coincide con il nome di un celebre maestro di Wing Chun vissuto alla fine del 1800, cioè Liang Erdi (梁二娣). Questa storia, come altre che analizzeremo in seguito rivelano una certa commistione con storie di altri stili del Sud che poco hanno invece a che vedere con il Dasheng Piguamen.

#### Il Tai Shing Men da Kau a Ken Tak Hoi
Questo è il lignaggio nel Tai Shing Men che si riscontra in tutte le fonti dello stile:
Ditangquan → Kau Sze (Kou Si, 寇四)→ Ken Tak Hoi (Geng Dehai, 耿德海).
l'articolo Dasheng Piguamen Neirong oltre a Geng Dehai 耿德海 afferma che Kou Si insegnò a Pan Delin 潘德林, Gao Jun 高俊, He Debao 何得寶 e Li Hong 李鴻.

### Il Maestro Ma Chi Ho e lo stile Pek Kwar
Il Piguaquan è uno stile del Nord della Cina, praticato nell'area di Cangzhou in Hebei.
L'articolo Tai Shing Pek Kwar afferma che Ma Chi Ho, sviluppò lo stile Pek Kar (Piguaquan). 
Una famiglia Ma di famosissimi praticanti di Piguaquan fu quella a cui appartenevano Ma Fengtu e Ma Yingtu. Essi appresero questo stile dal padre Ma Jieyuan (马捷元), che a sua volta lo avrebbe appreso dal padre Ma Huatang (马化堂) oppure da Huang Linbiao (黄林彪).

#### Storie non Confermate su Ma Chi Ho
Le storie seguenti che indicano Ma Chi Ho come fondatore del Piguaquan (stile antico del Nord della Cina), come avvenuto per il Dashengmen lo inseriscono in un contesto del Sud della Cina, con riferimenti geografici e nominali difficilmente verificabili. Le riportiamo in quanto circolano negli ambienti marziali, anche se è difficile risalirne anche alle fonti.
Qualcuno riferisce che Ma Chi Ho iniziò la pratica delle arti marziali all'età di sette anni sotto l'insegnamento di un suo zio di nome Chan Chuen Wu il quale era istruttore del clan ed era stato uno dei praticanti nel tempio di Shaolin del Sud nella provincia di Fukien (Fujian).
Dopo una decina di anni , visti i grandi progressi di Ma Chi Ho, lo zio, anche in conseguenza dell'età avanzata, lo portò da un suo vecchio compagno di nome Lee Mau Tan, abate nel Tempio Taoista della città di Fa Hai nel Qingdao.
Lo stile che Lee Mau Tan insegnava nasceva da un particolare sistema di Kung Fu conosciuto come Lee Kwar (Lijiaquan) . Dopo una dimostrazione delle sue qualità, Ma Chi Ho venne accettato come allievo.
Il giovane Ma Chi Ho rimase con il Maestro Lee per un periodo di quattro — cinque anni durante i quali apprese le tecniche del Lee Kwar, conosciuto per le caratteristiche dei pugni a corta distanza diretti, e per i calci molto potenti dalla vita in giù. Passato questo periodo di formazione, Lee Mau Tan diede a Ma Chi Ho una lettera di raccomandazione per uno dei più importanti maestri dell'epoca, il monaco Fok Pek, intimo amico del monaco Lee Mau Tan.
Fok Pek accetta Ma Chi Ho che, per un periodo di sei anni, studia diligentemente lo stile del Maestro Fok caratterizzato da tecniche di palmo, da tecniche circolari e da tecniche di calci simili all'Hung Gar, ma più dolce e rilassato rispetto a questo.
Ritornato a Fa Hai passò quasi un anno riordinando tutto il suo sapere e fondando un nuovo sistema che chiamò Pek Kwar in omaggio ed alla memoria dei suoi maestri.
Il suo stile si caratterizzò per le posizioni basse, l'uso delle braccia come se fossero armate di asce, l'utilizzo di percorsi circolari e linee di attacco angolate e movimenti veloci e potenti.
La prima scuola l'aprì a Fuen Fok ed iniziò l'insegnamento del suo stile. Nello stesso periodo aprì una clinica medica dove sviluppò anche le sue conoscenze della medicina cinese.
Dopo quattro o cinque anni, ritornò nella sua città natale di Fa Hai, dove riprese ad insegnare. Qui conobbe Ken Ming Kwai che divenne suo allievo ed al quale insegno il Pek Kwar.
Quest'ultimo ebbe un figlio, Gang Yung Kwai, anch'egli esperto di Pek Kwar che sposò Hue Fang, figlia di un noto mercante di Fatshan che diede alla luce due figli maschi: Yim Sing Pak (che morì pochi mesi dopo la nascita) e Ken Tak Hoi.

#### Il Piguaquan da Ma Chi Ho a Ken Tak Hoi
Questo è il lignaggio di Piguaquan che si deduce da Tai Shing Pek Kwar:
Ma Chi Ho→ Ken Ming Kwai → Ken Yung Kwai (Geng Ronghui, 耿榮貴)→ Ken Tak Hoi (Geng Dehai, 耿德海)
Chan Kai Leung afferma, senza però alcuna conferma esterna alla scuola Tai Shing Pek Kwar, che Kan Wing Kwai (dovrebbe trattarsi di Ken Ming Wai) era il maestro più famoso di Piguaquan della sua epoca. Chan Kai Leung afferma anche che egli apprese lo stile all'interno della sua famiglia, al contrario dell'articolo da cui è stato preso il lignaggio precedente.

### Il Maestro Ken Tak Hoi e lo stile Tai Shing Pek Kwar
Ken Tak Hoi (Geng Dehai, 耿德海) all'età di 13 anni, dopo la morte dei genitori si recò a vivere come laico nel monastero Chin Wan Ji (monastero della Nuvola Verde, 青云寺, Qingyunsi). Durante la sua permanenza al monastero condensò lo spirito della filosofia del Pek Kwar in quattro principi .
Dopo aver trascorso alcuni anni nel monastero della Nuvola Verde, Ken Tak Hoi si recò a trovare lo “zio” (il termine zio è usato per riferirsi a persone per le quali si nutre un profondo rispetto) Kau Sze, fraterno amico del padre.
Fu così che Kau Sze prese sotto la sua protezione Ken Tak Hoi. Quest'ultimo si dimostrò un discepolo diligente ed impegnato ottenendo grandi miglioramenti nella pratica delle arti marziali.
Maturate le sue conoscenze, Ken Tak Hoi unificò lo stile Tai Shing con lo stile Pek Kwar aprendo successivamente numerose scuole a Canton e ad Hong Kong.
Nacquero così due correnti diverse dello stile Tai Shing Pek Kwar, una con base a Canton ed a capo il Maestro Chui Kwong Yuen e l'altra con base ad Hong Kong ed a capo i Maestri Chan Sau Chung e Cho Chi Fung. 
In queste due scuole studiarono e si svilupparono gli attuali maestri del Tai Shing Pek Kwar.

## Le caratteristiche dello stile

### Gli elementi caratteristici
Con una buona reputazione di potenza e ferocia, la scimmia affronta animali di ogni taglia e peso facendo della crudeltà e dell'aggressività il punto di forza del suo metodo di combattimento.
La boxe della scimmia è fra le più esoteriche forme di combattimento ed il suo obbiettivo è dominare e battere l'avversario impegnandolo in un flusso ininterrotto di azioni e reazioni.
Questa strategia di combattimento viene condotta da posizioni basse e raccolte.
Nello studio dello stile della scimmia esistono molti principi che ogni praticante deve sviluppare.
- Sorprendere l'avversario. Il praticante dello stile scimmia, attacca in velocità usando potenti tecniche ed impegnando l'avversario in una lotta senza quartiere colpendo le zone del corpo fino ad atterrarlo e sconfiggerlo.
- Sviluppare la mobilità. Lo stile scimmia permette di essere mobili nel combattimento corpo a corpo a breve distanza. Il praticante ha la possibilità di controllare il cambio della direzione ogni volta, spostandosi da una parte all'altra o manovrando anche in circolo intorno al suo nemico. Molti dei movimenti della scimmia tendono a bloccare un avversario con attacchi dal suolo. Quando si crea un'apertura nella guardia nemica, bisogna usare tutta la velocità possibile per risolvere lo scontro. La confusione creata, spesso disorienta l'avversario, il che vi permetterà di portare un contrattacco a piena potenza. Posizioni basse combinate con movimenti evasivi sono i principi base da osservare nei confronti dell'avversario.
- Imparare a combattere a terra. Lo stile scimmia offre ai suoi allievi una tecnica non disponibile in altri stili. Cioè l'abilità di difendersi e la conoscenza delle tecniche di combattimento al suolo.
- Sviluppare l'imitazione. C'è distinzione tra imitare una scimmia e diventare una scimmia. Pur ammirando le esibizioni acrobatiche degli stilisti della boxe della scimmia nelle competizioni è da considerare queste performance delle ripetizioni di sequenze che mimano i movimenti della scimmia. Quando si applica una tecnica, invece, si diventa una scimmia, non si interpreta un ruolo, ma si assume la mentalità dell'animale. Raggiungere tale livello richiede anni di lavoro per liberarsi dai limiti umani e tornare agli atavici istinti animali.

### I settori dello stile
Il Tai Shing Pek Kwar è suddiviso in cinque diversi settori, che come abbiamo visto, nel loro insieme prendono il nome di Wulu Houquan. Uno per ognuno dei tipi di scimmia individuati da Kau Sze durante la sua osservazione del comportamento delle scimmie fatta quando era ancora in prigione. Essi sono: la scimmia alta (qi hou ), la scimmia di pietra (shi hou ), la scimmia ingannevole o perduta (mi hou ), la scimmia di legno (mu hou ) e la scimmia ubriaca (zhui hou ). Ognuno di questi settori riflette una particolare capacità delle scimmie:
- la  leggerezza o temerarietà  (輕T, 轻S, qīng P,  ch'ing W),
- l' agilità o destrezza  (靈T, 灵S, líng P,  ling W),
- la capacità di  assalire  (撲T, 扑S, pū P,  pu W),
- l' astuzia  (刁T, 刁S, diāo P,  tiao W),
- la capacità di  cadere  (跌T, 跌S, diē P,  tie W).

In altre parole il Tai Shing ha i suoi principi di manovra per afferrare, eseguire le cadute, lanciare un attacco e per saltare ed girarsi con leggerezza. Questi principi comprendono tecniche di attacco diretto ed indiretto, nonché tecniche elusive ed imprevedibili, per muoversi furtivamente ed essere distruttivo nell'azione. Ciascuno di questi principi viene impiegato nelle cinque sezioni, anche se poi ciascuna scimmia ha un suo unico singolare metodo di lotta.
Secondo Dasheng Piguamen Neirong questi settori sono il retaggio del Dashengmen di Kou Si.
In alcune classificazioni si fa anche riferimento ad un ulteriore sesto settore denominato la scimmia furba che però è stato assorbito nel settore della scimmia perduta.

#### La scimmia alta
La scimmia alta (企猴) non oscilla come le altre, ma utilizza posizioni più convenzionali. Il suo stile si adatta al combattimento a lunga distanza e tende, nei suoi attacchi, a colpire i punti vitali dell'avversario. Tra i Tao Lu di questa sezione si possono ricordare le forme Tang Li Jie caratterizzate dal loro lavoro sulla respirazione.

#### La scimmia di pietra
La scimmia di pietra usa la forza fisica per contrastare il suo avversario. È certamente il settore in cui la scimmia sviluppa maggiormente il lavoro di potenza utilizzando il metodo del corpo di acciaio della scimmia. Tao Lu come la forma Shih Hou Chuan (il pugno della scimmia di pietra) evidenziano la potenza delle tecniche sviluppate in questa sezione.

#### La scimmia perduta
La scimmia perduta o ingannevole guarda spaventata e confusa per ritrovare la via smarrita e ricongiungersi al proprio gruppo. Intanto però tenta di mangiare tutti i frutti e gli insetti che trova nel nuovo territorio, mentre si guarda nervosamente intorno.
Ma questa è un'apparenza. La scimmia perduta è rapida nei movimenti sia nel lavoro dei piedi che in quello delle braccia e per il suo avversario è difficile seguirla e rispondere ai suoi attacchi. Essa illude l'avversario inducendolo in un falso senso di sicurezza ed aspetta per attaccarlo nel momento più opportuno. La grande mobilità di questa sezione è evidenziata in Tao Lu quali le forme Tao Du Chao nelle quali la rapidità degli spostamenti disorientano il nemico come anche lo scambio continuo tra posizioni alte e basse.

#### La scimmia di legno
La scimmia di legno è un combattente molto aggressivo e non mostra mai paura di fronte al suo avversario. Essa utilizza movimenti tranquilli e misurati sempre in cerca di un varco nella difesa avversaria. Quando attacca è così aggressiva che il suo nemico difficilmente riesce a resistere ai suoi assalti diretti al viso o ai punti vitali. Tra i Taolu di questa sezione sono da ricordare la forma Xiao Meihuaquan (in Wade Gilles Hsiao Mei Hua Chuan) che si sviluppa affrontando avversari provenienti da diverse direzioni, la forma Pugilato della traccia perduta (Mizongquan)  (迷綜拳T, 迷综拳S, mízōngquánP,  mi tsung ch'uan W) e la forma antica Fang Chuan.

#### La scimmia ubriaca
Il settore della Scimmia Ubriaca è il primo che viene descritto dalla Dasheng Piguamen Guoshu Zonghui che lo considera anche il più importante. Sempre la stessa fonte riferisce che Geng Dehai era particolarmente versato proprio in questo settore.
Tale settore vuole imitare una scimmia che  quando si ubriaca diventa imprevedibile nel suo comportamento. Essa sembra aver perso il controllo e si muove in modo incontrollato alternando movenze lente e morbide a movimenti duri perdendo l'equilibrio nel modo di muoversi e cadendo anche a terra.
La scimmia ubriaca è però capace di eseguire attacchi potenti e ben diretti privilegiando gli occhi, la gola, i testicoli. Quando essa è a terra attende implacabile il suo nemico, pronta a lanciare attacchi devastanti alle sue ginocchia o all'area dei testicoli.
Nello stile della scimmia ubriaca si evidenzia l'uso dell'energia interna rispetto agli altri settori. È certamente il settore più complesso da imparare, ma certamente è quello più potente e devastante.
La fluidità e la morbidezza delle tecniche di questa sezione come anche l'alternanza di movimenti lenti e di tecniche esplosive si evidenzia nei suoi Taolu tra i quali ricordare, a titolo di esempio, le forme Hou Quing Shi, Hou Huan Shi, Hou Zhang She, Hou De Han, Hou Wei Shi, Hou Yu Bei o le forme Hou Huan Ti (Il Re delle Scimmie) con le loro spettacolari movenze.
Complessivamente nel Tai Shing Pek Kwar si contano, nelle cinque sezioni, oltre 160 Taolu tra quelli a mano nuda e quelli con le armi.

### Le armi
L'arma principe dello stile Tai Shing Pek Kwar è certamente il bastone (Kun). Questo viene utilizzato sviluppando tecniche potenti e di ampio respiro. Tra i Taolu di bastone le forme Hou Zhang Kuang (la scimmia pazza) la forma del bastone d'argento.
Altre armi utilizzate sono la sciabola (Tao Lu di scimmia ubriaca), la spada o la doppia spada uncinata (Tao Lu del tornado).

### Influenze dello stile scimmia in altri stili
Elementi del Tai Shing Pek Kwar sono stati utilizzati anche all'interno di altri stili di combattimento influenzandone la struttura. Il caso forse più evidente è quello dello stile della mantide religiosa (tanglangquan) che ha derivato tutto il lavoro delle gambe e degli spostamenti dallo stile della scimmia.
Anche nell'Hung Gar ci sono riferimenti al Tai Shing Pek Kwar.
In particolare esiste una forma di bastone chiamata "il bastone del re delle scimmie" praticamente identica nei due stili. Esiste inoltre, nell'Hung Gar, una forma di sciabola chiamata "la sciabola del Tai Shing Pek Kwar".
Questi riferimenti lasciano intuire che tra maestri dei due stili devono esserci stati degli stretti contatti che hanno portato a degli scambi.

## Il Tai Shing Pek Kwar in Italia
Il Tai Shing Pek Kwar giunge in Italia con il Maestro Mou Ping (1902 - 1984) negli anni '70.
Il Maestro Mou Ping, appartenente alla quinta generazione della scuola di Canton, avendo militato nell'esercito nazionalista fugge dalla Cina per evitare la repressione del regime comunista. Nel suo peregrinare, Mou Ping, giunge prima in Svizzera, passa poi in Italia dove vive per un breve periodo a Reggio Calabria e si stabilisce definitivamente in Francia nella città di Tolone dove morirà.
In Italia fa la sua conoscenza il Maestro Fulvio Firmaturi (1950 - 2025) di Palermo. Il Maestro Mou Ping lo accetta quale allievo diretto e Firmaturi studia con lui e con il figlio divenendo un Maestro della 6ª generazione che insegnerà lo stile nella città di Palermo.
Ad oggi quindi lo stile sopravvive negli Stati Uniti (ramo di Hong Kong) ed in Italia, a Palermo (ramo di Canton) con i Maestri appartenenti alla 7ª generazione tra il quali M° Sabrina Firmaturi (kung fu tradizionale, cintura nera 5°duan), Umberto Garofalo e i suoi discepoli che apparterranno all'8ª generazione del tai shing pek kwar